# Ulrich Grauert
Ulrich Grauert (Berlino, 6 marzo 1889 – vicino a Saint-Omer, 15 maggio 1941) è stato un generale tedesco della Luftwaffe durante la seconda guerra mondiale.

## Biografia
Grauert comandò il I. Fliegerkorps. Rimase ucciso il 15 maggio 1941 quando lo Junkers Ju 52 sul quale stava viaggiando venne abbattuto da uno Supermarine Spitfire pilotato dal primo tenente Jerzy Jankiewicz, e da uno Spitfire II pilotato dal sergente Wacław Giermer appartenenti al No. 303 Polish Fighter Squadron vicino a Saint-Omer sulla costa del canale della Francia.